# Monte Hermoso

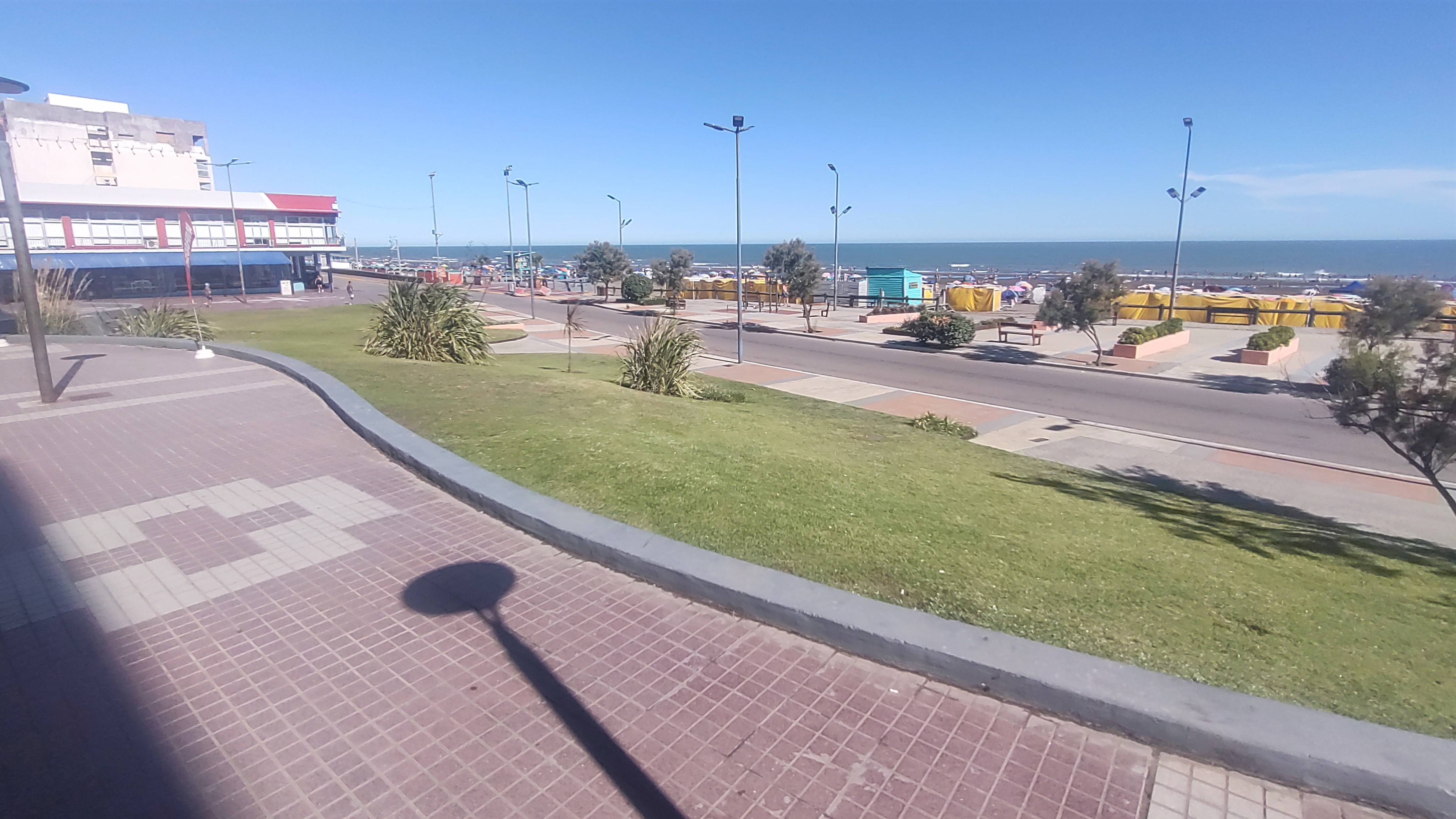
Monte Hermoso

Monte Hermoso é uma cidade da Argentina, localizada na província de Buenos Aires.